# Партизан Еспортс
Eспорт клуб Партизан је српски е-спорт клуб из Београда. Клуб је 2017. године основан као секција КК Партизанa, звог чега се на грбу налази натпис Kошаркашки клуб. Примљен је у ЈСД Партизан крајем 2022. године.